# Франк Майкъл
Франк Къртис „Кърт“ Майкъл (на английски: Frank Curtis "Curt" Michel) e американски учен и астронавт от НАСА.

## Образование
Франк Майкъл е завършил колежа C. K. McClatchy High School в Сакраменто, Калифорния. През 1955 г. придобива бакалавърска степен по физика, а през 1962 г. защитава докторат по същата специалност и двете в Калифорнийски технологичен институт, Пасадена, Калифорния.

## Служба в НАСА
Франк Майкъл е избран за астронавт от НАСА на 28 юни 1965 г., Астронавтска група №4. През 1969 г. напуска НАСА преди да получи назначение в някоя мисия.

## Личен живот
Франк Майкъл е женен и има син и дъщеря. Хобитата ми са фотография, тенис, хандбал и баскетбол.